# Orchesella albosa
Orchesella albosa är en urinsektsart som beskrevs av Louise Guthrie 1903. Orchesella albosa ingår i släktet Orchesella och familjen brokhoppstjärtar. Inga underarter finns listade i Catalogue of Life.